# Só Preto sem Preconceito
Só Preto Sem Preconceito é um conjunto musical brasileiro de samba, da vertente pagode, formado no Rio de Janeiro na década de 1980.

## Carreira
O grupo participou da coletânea "Na Aba do Pagode", lançada em 1985 pela EMi-Odeon, com os sambas "Viola em Bandoleira" e "Preste Atenção". Dois anos mais tarde, a mesma gravadora lançou o LP de estreia "Só Preto Sem Preconceito".
Seus maiores sucessos são "Toque Mágico", "É tanta", "Quem Tá Duro Reza Pra Chover" e "Coisa Mais Linda", "Viola em Bandoleira" e "Insensatez". Ao longo da carreira do Só Preto conquistaram quatro discos de ouro e três de platina.
Em 1991, o grupo foi indicado para o Prêmio Sharp na categoria melhor grupo de samba.
Seu último lançamento é "Vencedor", o 13º trabalho do grupo, lançado para comemorar os 25 anos de carreira do grupo.

## Discografia
- Só Preto Sem Preconceito (1987)
- Menina Da África (1988)
- A Coisa Mais Linda (1989)[5]
- Outra Viagem (1991)
- Todos Os Sentidos (1992)[6]
- Toque Mágico (1993)
- Chegou Pra Abalar (1995)
- O Quinto Segredo (1997)
- Lua de Poeta (2008)[4]
- Um Vencedor (2010)[4]

## Integrantes

### Atuais
- Paulinho (voz, violão, cavaquinho e banjo)
- Cimar (voz e tantã)
- Reginaldo (voz e pandeiro)
- Fernando (voz e repique de mão)
- Rodrigo (voz e reco-reco)

### Ex-integrantes
- Délcio Luiz (vocal, banjo e cavaquinho)
- Nem (voz e rebolo)